# Démétrios Kalos
Pour les articles homonymes, voir Démétrios.
 Démétrios Kalos (« le Beau »), en grec ancien Δημήτριος ὁ Καλός / Dêmếtrios ο Kalos, né vers 285 av. J.-C., mort vers 249, est un prince antigonide et un roi éphémère de Cyrène. Il est le fils de Démétrios Ier Poliorcète, un temps roi de Macédoine, et de Ptolémaïs, fille de Ptolémée Ier.

## Biographie

### Origine et famille
Démétrios est le seul fils de Démétrios Ier Poliorcète et de sa cinquième (et dernière) épouse Ptolémaïs, fille de Ptolémée Ier épousée en 287 av. J.-C. à Milet. Il possède de nombreux demi-frères et sœurs nés des précédentes unions de son père, dont le roi de Macédoine Antigonos II Gonatas et Stratonice, épouse de Séleucos Ier puis d'Antiochos Ier.
D'une première union avec une certaine Olympias, fille de Polyclète de Larissa, Démétrios a eu deux fils  : le futur roi de Macédoine Antigone III Doson et Échécrate, dont on ignore l'histoire à part qu'il a eu un fils nommé Antigone. Ce dernier est désigné héritier du trône par Philippe V qui cherche à évincer Persée après que celui-ci ait fait exécuter son propre frère Démétrios accusé de connivence avec les Romains. Mais Persée fait assassiner Antigone et obtient le titre royal en 179.

### Démétrios et les affaires de Cyrénaïque
En 250 av. J.-C., Démétrios est appelé pour régner à Cyrène par Apama II, fille d'Antiochos Ier et de Stratonice. Celle qui est sa nièce est en effet la veuve du roi Magas de Cyrène qui, s'étant réconcilié avec son demi-frère Ptolémée II, compte faire revenir la Cyrénaïque dans le royaume lagide. Démétrios est probablement appuyé par une faction qui refuse de retourner dans le giron d'Alexandrie, sachant qu'il est légitime en tant que petits-fils de Ptolémée Ier, tandis que son demi-frère et roi de Macédoine, Antigone II Gonatas, n'est pas non plus étranger à cette désignation.
Démétrios épouse donc la fille d'Apama, Bérénice II, et devient roi de Cyrène. Mais celle-ci le fait assassiner vers 249, lorsqu'elle découvre qu'il est devenu l'amant d'Apama. L'assassinat de Démétrios, tué dans les bras d'Apama, est évoqué par Catulle qui a adapté les vers (perdus) de Callimaque de Cyrène (La Chevelure de Bérénice). Le poète latin écrit en s'adressant à Bérénice : « As-tu vraiment oublié l'action digne d'admiration grâce à laquelle tu as obtenu un mariage royal, cette action que personne d'autre de plus courageux n'a osée ? ».

## Sources antiques
- Eusèbe de Césarée, Chronique, 243.
- Justin, Abrégé des Histoires philippiques de Trogue Pompée [détail des éditions] [lire en ligne], XXVI, 3.
- Plutarque, Vies parallèles [détail des éditions] [lire en ligne], Démétrios.